# Catedral del Espíritu Santo (Divinópolis)
La Catedral del Espíritu Santo o más formalmente Catedral del Divino Espíritu Santo (en portugués: Catedral Divino Espírito Santo) Es una iglesia católica situada en Divinópolis, en el estado de Minas Gerais, en Brasil. Es también la sede de la Diócesis católica de Divinópolis.
La primera capilla fue erigida en el sitio en 1767, dedicada al Espíritu Santo y San Francisco de Paula. En 1830 un incendio destruyó la capilla, que fue reconstruida en 1834. Algún tiempo después, la capilla fue destruida otra vez por otro incendio. En su lugar se construyó un nuevo templo. Con la construcción de la actual catedral, la antigua iglesia fue finalmente demolida en 1958.
El ex Curato del Espíritu Santo fue elevado a parroquia el 3 de abril de 1839 por la Ley estadal 138. Al año siguiente, la parroquia fue suprimida y regresó a la condición de curato. La parroquia se estableció el 7 de abril de 1841. El 11 de julio de 1958 es creada la diócesis de Divinópolis y la iglesia fue elevada a la condición de catedral diocesana.